# 公使錢
公使錢，又稱公用錢，宋各路、州、軍及刺史以上的特別費用，相當於現在的招待費用。
北宋初年，朝廷為減輕百姓的負擔，從而籠絡各級官吏，詔令各路、州、府增設公使庫，另給公使錢，用為宴請及饋送過往官員費用，錢的數目則視官品之高下而定。公使錢依“舊制，刺史以上所賜公使錢得私入，而用和悉用為軍費。”方鎮別賜公使錢，“例私以自奉，去則盡入其余，經獨斥歸有司，唯以供享勞賓客軍師之用。”
公使錢的來源主要有二，一為中央撥付，二為州郡自籌。於是，各級政府公使庫便公開販酒，釀造公使酒，刊印並販賣圖書，以增加公使庫的收入。南宋時，官吏宴飲饋遺之風日盛，各官署“廣收遺利”以補公使錢之不足，時人記：公使錢“正賜錢不多，而著令許收遺利，以此州郡得以自恣。若帥憲等司，則又有撫養、備邊等庫，開抵當、賣熟藥，無所不為，其實以助公使耳。公使苞苴，在東南而為尤甚。揚州一郡每歲饋遺見於帳籍者至十二萬緡”。節度使兼使相公用錢可高達二萬貫，而且上不封頂，“用盡續給，不限年月”。後來公使錢來源由官府徵收，成為變相捐稅，是一種「陋規」。
慶曆三年（1043年），邊臣張亢為“過公用錢”遭到調查，牽連到狄青，歐陽修上《論乞不勘狄青侵公用錢札》為狄青開脫。慶曆四年（1044年），環慶路都部署兼知慶州滕宗諒因任意使用“公使錢”，結果被彈劾，謫守巴陵郡，在岳州重修岳陽樓，後來他的朋友范仲淹寫有《岳陽樓記》。南宋朱熹曾控告唐仲友利用官錢雕印《小字賦集》等書，其中送人200餘部，400部在金華書坊售賣，以圖私利。
《宋會要輯稿·禮》六二載有北宋公用錢表。除公用錢之外，宋朝還有公用酒，又有職田（授田）、職錢（津貼）、茶湯錢、給卷（差旅費）、廚料、薪炭、祿米、衣料等，確實是榮寵無比。因此趙翼的《廿二史劄記》卷二十五「宋制祿之厚」條說宋代「待士大夫可謂厚矣」。

## 馬英九特別費案
2007年台灣爆發的「馬英九特別費案」事件中，一審法官蔡守訓以公使錢的案例宣判無罪。

## 外部連結
- 陳君愷：公使錢不是這樣用的
- 法官這一課：公使錢